# Pholiotina
Pholiotina Fayod – rodzaj grzybów z rodziny gnojankowatych (Bolbitiaceae).

## Charakterystyka
Średnich rozmiarów i drobne grzyby kapeluszowe, saprotroficzne, o stożkowych kapeluszach w kolorze od białawego do ciemnobrązowego, długich i delikatnych trzonach oraz rdzawobrązowych w stanie dojrzałym blaszkach i rdzawobrązowym wysypie zarodników. Gatunki z blisko spokrewnionego rodzaju Conocybe (stożkówka) są podobne, ale mają częściową osłonę, po której pozostaje pierścień na trzonie i/lub fragmenty osłony na brzegu młodych kapeluszy.
Identyfikacja i rozróżnienie gatunków w tych rodzajach zwykle wymaga jednak analizy cech mikroskopowych. Porównuje się cztery cechy mikroskopowe: zarodniki, podstawki, cheilocystydy na ostrzach blaszek i kaulocystydy na powierzchni trzonu. Morfologia zarodników Conocybe i Pholiotina sprowadza się zwykle do ich wymiarów, a analiza podstawek polega na sprawdzeniu, czy są 2- czy 4-sterygmowe. Przy cheilocystydach zwraca się uwagę na ich kształt; jeśli są w kształcie kręgli, należą do rodzaju Conocybe, jeśli mają inny kształt, należą do Pholiotina.

## Systematyka i nazewnictwo
Pozycja w klasyfikacji według Index Fungorum: Bolbitiaceae, Agaricales, Agaricomycetidae, Agaricomycetes, Agaricomycotina, Basidiomycota, Fungi.
Takson utworzył w 1909 roku Victor Fayod. Jego gatunkiem typowym jest Pholiotina blattaria (Fr.) Fayod 1889.
Gatunki występujące w Polsce:
- Pholiotina blattaria (Fr.) Fayod 1889 – tzw. stożkówka wysmukła[3]
- Pholiotina sulcata Arnolds & Hauskn. 2003[4]
- Pholiotina teneroides (J.E. Lange) Singer 1936[5]

Nazwa naukowa na podstawie Index Fungorum. Nazwa polska według Władysława Wojewody i innych.